# Álvaro Gestido
Álvaro Pelegrín Gestido (* 17. Mai 1907 in Montevideo; † 18. Januar 1957 in Santa Clara de Olimar/Departamento Treinta y Tres) war ein uruguayischer Fußballspieler. Er war der Bruder des späteren uruguayischen Staatspräsidenten Óscar Diego Gestido.

## Vereinskarriere
Der von den Fans El Teniente oder auch Varito genannte, 1,73 Meter große Gestido besuchte ab 1923 die Militärschule (Escuela Militar) und erreichte dort den Rang eines Coronel, im Deutschen wohl vergleichbar mit dem eines Obersts. 
Im Jahr zuvor begann er zunächst in der Cuarta Peñarols mit dem Fußballspielen. Erneut ab 1928 bis 1941 spielte der für seinen Fair-Play-Sinn bekannte Gestido für Peñarol Montevideo. In dieser Zeit gewann er sieben Mal die nationale Meisterschaft in den Jahren 1928, 1929/30, 1932, 1935, 1936, 1937 und 1938. Am 28. September 1941 erklärte er anlässlich eines zum 50-jährigen Bestehen Peñarols gegen den argentinischen Verein River Plate ausgetragenen Spiels seinen Rücktritt. Jedoch sprang er 1944 aushilfsweise nochmals für zwei Partien ein. Am 22. September 1944 wurde er zum Ehrenmitglied des Vereins ernannt.

## Nationalmannschaft
Zwischen dem 14. Juli 1927 und dem 15. August 1940 bestritt Gestido 26 Länderspiele für die uruguayische Nationalmannschaft. Einen persönlichen Torerfolg konnte er dabei nicht verzeichnen.
Beim Fußballturnier der Olympischen Sommerspiele 1928 gewann er mit seiner Mannschaft die Goldmedaille und galt dabei vielen als der beste Spieler der Celeste. Im Folgejahr nahm er auf Seiten Uruguays am Campeonato Sudamericano 1929 teil. Zwei Jahre später errang er bei der Fußball-Weltmeisterschaft im eigenen Land den Weltmeistertitel. Er bestritt alle vier Spiele und bildete mit José Andrade und Lorenzo Fernández als Bindeglied zwischen Abwehr und Angriff den so genannten Costilla metálica ("Eiserner Vorhang").
Gestido verstarb 49-jährig an einem Herzinfarkt.

## Erfolge
- Olympisches Gold: 1928
- Weltmeister: 1930
- 7× Uruguayischer Meister: 1928, 1929, 1932, 1935, 1936, 1937, 1938